# Amt Eiderstedt
Das Amt Eiderstedt ist auf der schleswig-holsteinischen Halbinsel Eiderstedt ein Amt im Kreis Nordfriesland. Das Amt, das seinen Sitz in der Stadt Garding hat, bildet eine Verwaltungsgemeinschaft mit der Stadt Tönning, für die es die Verwaltungsgeschäfte mit durchführt.

## Amtsangehörige Gemeinden
| - Garding, Stadt - Grothusenkoog - Katharinenheerd - Kirchspiel Garding - Kotzenbüll - Norderfriedrichskoog | - Oldenswort - Osterhever - Poppenbüll - Sankt Peter-Ording - Tating - Tetenbüll | - Tümlauer-Koog - Vollerwiek - Welt - Westerhever |

## Geschichte
Das Amt wurde 1967 als Amt Eiderstedt-West aus den Gemeinden der Ämter Kirchspiel Garding/Osterhever, Tating und Tetenbüll gebildet und umfasste zunächst zwölf Gemeinden.
Mit der Bildung des Kreises Nordfriesland wurde das Amt Oldenswort 1970 aufgelöst und die beiden Gemeinden des Amtes, Norderfriedrichskoog und Oldenswort, in das Amt eingegliedert, das sich daraufhin in Amt Eiderstedt umbenannte. Mit Auflösung des Amtes Kirchspiel Tönning kam die Gemeinde Kotzenbüll 1974 zum Amt.
2002 ließ sich die Gemeinde Augustenkoog nach Osterhever eingemeinden. 2006 trat die Stadt Garding und 2008 die Gemeinde Sankt Peter-Ording dem Amt bei. Seit 2010 bildet das Amt eine Verwaltungsgemeinschaft mit der amtsfreien Stadt Tönning.

## Politik

### Amtsvorsteher
Für die Wahlperiode 2013–2018 wurde Christian Marwig, Bürgermeister von Tümlauer-Koog, zum Amtsvorsteher gewählt. Er folgte damit auf Hans Wolff (Kotzenbüll), der das Amt seit 2003 innehatte.

### Wappen/Flagge

Flagge der Amtes Eiderstedt

Blasonierung: „In Blau ein goldenes dreimastiges Segelschiff im Stil des 16. Jahrhunderts mit silbernen Segeln und roten Masten und Wimpeln. Auf dem Focksegel ein halber roter herschauender Löwe (Leopard), auf dem Großsegel ein roter Ochsenkopf, auf dem Besansegel ein roter Fisch.“
Die Amtsflagge zeigt vier gleich breite Querstreifen von oben nach unten in den Farben blau, gold (gelb), silber (weiß) und rot. In der Mitte der Flagge befindet sich das Amtswappen.